# Montcabrier (Tarn)
Montcabrier település Franciaországban, Tarn megyében. Lakosainak száma 315 fő (2022. január 1.). Montcabrier Bourg-Saint-Bernard, Saussens, Bannières, Belcastel, Teulat és Francarville községekkel határos.

## Népesség
A település népességének változása:
| Lakosok száma | 261  | 283  | 300  | 304  | 314  | 319  | 324  | 326  | 315  |
|               | 2013 | 2015 | 2016 | 2017 | 2018 | 2019 | 2020 | 2021 | 2022 |